# Квантовый отжиг
Квантовая нормализация (или квантовый отжиг) — довольно общий метод нахождения глобального минимума некоторой заданной функции среди некоторого набора решений-кандидатов.
Преимущественно используется для решения задач, где поиск происходит по дискретному множеству с множеством локальных минимумов.
При квантовой нормализации текущее решение-кандидат случайным образом заменяется его соседом, если в том состоянии «энергия» (оптимизируемый функционал) меньше. Процесс регулируется параметром «напряжённость поля туннелирования», отвечающим за размер «просматриваемой» области. Изначально поле туннелирования достаточно сильное, поэтому поиск происходит по всему пространству. Потом напряжённость уменьшается, система оседает в нескольких состояниях с наименьшими энергиями. Если повезёт, она найдёт глобальный минимум и там останется.
В пределе мы получаем классическую систему в одном из основных состояний.